# الخوف المتصاعد
الخوف المتصاعد، هي الرواية السابعة في سلسلة ويل لي من تأليف ستيوارت وودز. تم نشره لأول مرة في عام 2009 من قبل بوتنام. وتدور أحداث الرواية في واشنطن العاصمة ودول أخرى، وبعد بضع سنوات من أحداث الجرائم الكبرى. يواصل الكتاب قصة عائلة لي في ديلانو، جورجيا. ويل لي هو الآن رئيس الولايات المتحدة. وانه أيضًا رابع ظهور للشرير المتكرر تيدي فاي. الرواية هي أيضًا من أكثر الكتب مبيعًا في نيويورك تايمز.

## استقبال نقدي
شعر جون لاند من مجلة بروفيدنس جورنال أنه في حين أن الرواية لا تتراكم مع أعمال الروائيين الآخرين في هذا النوع انها لا تزال «لا تتوقف عن الترفيه».

## روابط خارجية
- موقع ستيوارت وودز الرسمي